# Arvydas Salda

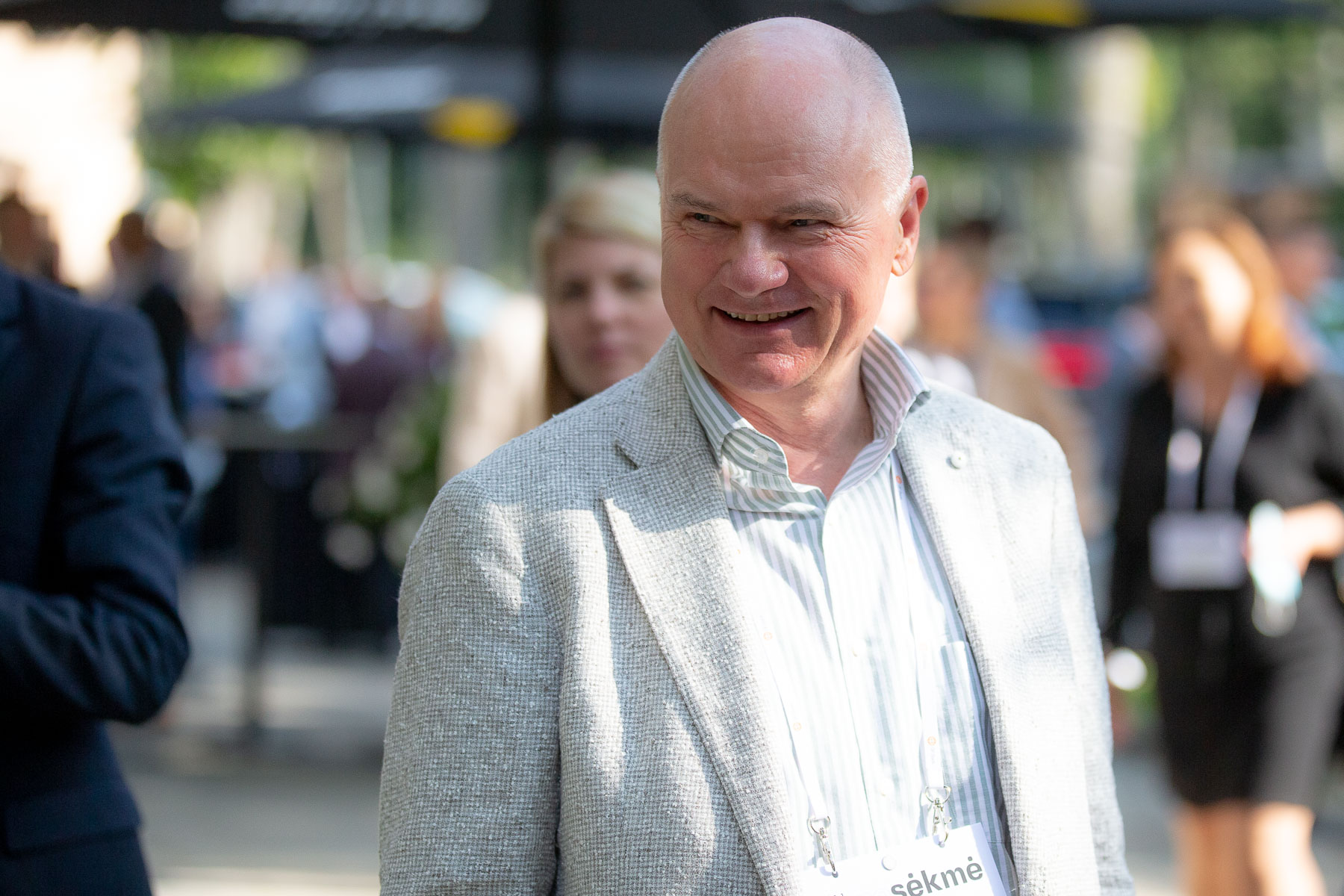

Arvydas Salda (* 7. November 1955 in Kretinga, Litauische Sozialistische Sowjetrepublik) ist ein litauischer Politiker, ehemaliger Bürgermeister von Šiauliai (1991–1995).

## Leben
Von 1991 bis 1995 war er Bürgermeister von Šiauliai, 1995 Direktor von UAB „Šiaulių skrydis“ und UAB „Laisvųjų ekonominių zonų vystymo centras“, ab 1999 Direktor von UAB „Šiaulių banko turto fondas“, seit 1991 Ratsmitglied von AB „Šiaulių bankas“, seit 1999 Ratsvorsitzende.
Seit 2003 ist er Mitglied von Liberalų ir centro sąjunga.

## Quelle
- CV

| Personendaten    | Personendaten                                      |
| ---------------- | -------------------------------------------------- |
| NAME             | Salda, Arvydas                                     |
| KURZBESCHREIBUNG | litauischer Politiker                              |
| GEBURTSDATUM     | 7. November 1955                                   |
| GEBURTSORT       | Kretinga, Litauische Sozialistische Sowjetrepublik |